# スコビー (小惑星)
スコビー (3350 Scobee) は、小惑星帯にある小惑星。1980年にローウェル天文台のエドワード・ボーエルによって発見された。
1986年1月28日にチャレンジャー号爆発事故で死亡したSTS-51-Lの船長、ディック・スコビーに因んで命名された。